# جونستون ريتشاردسون
جونستون ريتشاردسون (بالإنجليزية: Jock Richardson)‏ هو لاعب اتحاد الرغبي نيوزيلندي، ولد في 2 أبريل 1899 في دنيدن في نيوزيلندا، وتوفي في 28 أكتوبر 1994 في بلدة ناورا في أستراليا.

## وصلات خارجية
- جونستون ريتشاردسون عل موقع إسبنسكروم (الإنجليزية)